# Tháp đồng hồ Rajabai
Tháp đồng hồ Rajabai  là một tháp đồng hồ ở quận Nam Mumbai, Ấn Độ. Nó nằm trong khuôn viên của Đại học Mumbai ở khu vực pháo đài. Tháp đồng hồ này cao 85 mét (280 ft hoặc 25 tầng) và là một phần của Quần thể kiến trúc Gothic thời Victoria và Art Deco tại Mumbai đã được UNESCO công nhận là Di sản thế giới vào năm 2018.

## Lịch sử
Tháp đồng hồ Rajabai được thiết kế bởi kiến trúc sư người Anh Sir George Gilbert Scott. Ông đã thiết kế nó theo mô hình của tháp đồng hồ Big Ben nổi tiếng ở London. Nó bắt đầu được xây dựng vào ngày 1 tháng 3 năm 1869 và việc xây dựng hoàn thành vào tháng 11 năm 1878. Tổng chi phí xây dựng lên đến 550.000 rúp Ấn Độ, một số tiền lớn vào khoảng thời gian đó. Một phần trong tổng chi phí xây dựng được quyên góp bởi doanh nhân Premchand Roychand, người đã thành lập Sở Giao dịch Chứng khoán Bombay với điều kiện tòa tháp phải được đặt theo tên của mẫu thân ông, bà Rajabai. Bà đã bị mù và là một tín đồ trung thành của Kỳ Na giáo, và tiếng chuông của tháp được cho rằng sẽ giúp bà nhận biết thời gian mà không cần sự trợ giúp của ai. Tòa tháp đã bị đóng cửa không cho công chúng tham quan sau khi nó trở thành địa điểm thường xuyên của những người có ý định tự tử.

## Kiến trúc
Tòa tháp được xây dựng theo phong cách kết hợp giữa kiến trúc Venice và Gothic. Nó được xây dựng từ đá Kurla màu tự nhiên có sẵn tại địa phương. Tháp có một trong những cửa sổ kính màu tốt nhất trong thành phố.